# Rémi Drolet
Rémi Drolet (* 31. August 2000 in Trail) ist ein kanadischer Skilangläufer.

## Werdegang
Drolet startete im Dezember 2016 in Rossland erstmals im Nor-Am-Cup und belegte dabei den 37. Platz im Sprint und den 21. Rang über 15 km Freistil. Bei den Junioren-Skiweltmeisterschaften 2017 in Soldier Hollow errang er den 50. Platz über 10 km Freistil und den 49. Platz im Skiathlon. Seine besten Platzierungen bei den U23-Weltmeisterschaften 2019 in Lahti waren der 11. Platz mit der Staffel und der siebte Rang im 30-km-Massenstartrennen. Sein Weltcupdebüt gab er beim Weltcupfinale im März 2019 in Québec und belegte dabei den 51. Gesamtrang. Im selben Monat erreichte er bei den kanadischen Meisterschaften mit dem dritten Platz in der Verfolgung und den zweiten Rang über 10 km klassisch seine ersten Podestplatzierungen im Nor-Am-Cup. Im folgenden Jahr holte er bei den Junioren-Skiweltmeisterschaften in Oberwiesenthal die Silbermedaille mit der Staffel. Zudem kam er dort auf den 29. Platz über 10 km klassisch, auf den 23. Rang im Sprint und auf den vierten Platz im 30-km-Massenstartrennen. In der Saison 2020/21 lief er bei den U23-Weltmeisterschaften 2021 in Vuokatti auf den 28. Platz im Sprint und auf den 21. Rang über 15 km Freistil. Seine besten Ergebnisse beim Saisonhöhepunkt, den nordischen Skiweltmeisterschaften 2021 in Oberstdorf, waren der 31. Platz im 50-km-Massenstartrennen und der zehnte Rang zusammen mit Graham Ritchie, Antoine Cyr und Russell Kennedy in der Staffel und bei den Olympischen Winterspielen 2022 in Peking der 33. Platz über 15 km klassisch sowie der 11. Rang mit der Staffel. Ende März 2022 wurde er kanadischer Meister über 10 km Freistil.

## Teilnahmen an Weltmeisterschaften und Olympischen Winterspielen

### Olympische Spiele
- 2022 Peking: 11. Platz Staffel, 33. Platz 15 km klassisch, 35. Platz 50 km Freistil Massenstart, 57. Platz 30 km Skiathlon

### Nordische Skiweltmeisterschaften
- 2021 Oberstdorf: 10. Platz Staffel, 31. Platz 50 km klassisch Massenstart, 39. Platz 30 km Skiathlon, 52. Platz 15 km Freistil, 56. Platz Sprint klassisch

## Siege bei Continental-Cup-Rennen
| Nr. | Datum            | Ort    | Disziplin                   | Serie      |
| --- | ---------------- | ------ | --------------------------- | ---------- |
| 1.  | 8. Dezember 2024 | Vernon | 10 km klassisch Massenstart | Nor-Am-Cup |